# 希拉 (伊拉克)
希拉是伊拉克的城市，位於該國中部幼發拉底河畔，由巴比倫省負責管轄，處於首都巴格達以南100公里，始建於1101年，海拔高度37米，2014 年人口780,000。
32°29′N 44°26′E / 32.483°N 44.433°E

## 外部連結
- Iraq Image - Al Hillah Satellite Observation